# Бурковский, Алексей Тихонович
Алексей Тихонович Бурковский (1797—1878) — русский военачальник, генерал-майор.

## Биография
Происходил из дворян.
Участник Отечественной войны 1812 года: в свои 15 лет он уже командовал сотней в народном ополчении; первый бой принял в сражении под Малоярославцем.
В 1819 году вступил в военную службу прапорщиком. В генерал-майоры произведён 6 декабря 1846 года.
В 1840 году служил на Кавказе. В 1849 году участвовал в венгерском походе.
Умер 12 (24) декабря 1878 года. На надгробной плите указано «Здесь погребено тело генерал-майора  Алексея Тихоновича Бурковского, сконч. 12 декабря 1878 г., жития его было 80 лет».
Был похоронен в селе Пашково Волоколамского уезда Московской губернии. Село, церковь и погост, в нём находящиеся — были уничтожены фашистами в 1942 году.
Склеп генерала Бурковского был разграблен вандалами в 2010 году.

## Награды
- орден Св. Станислава 1-й ст. (1851)
- орден Св. Георгия 4-й степени (№ 8853; 1 февраля 1852).